# Emperor (Band)
Emperor (engl.: ‚Imperator‘, ‚Kaiser‘) ist eine einflussreiche Black-Metal-Band aus Norwegen. Sie wurde 1991 von Schlagzeuger Tomas „Samoth“ Thormodsæter Haugen, Gitarrist und Sänger Vegard „Ihsahn“ Sverre Tveitan und Bassist Håvard „Mortiis“ Ellefsen gegründet.

## Bandgeschichte
1992 veröffentlichte die Band eine Demoaufnahme namens Wrath of the Tyrant. Ihre Popularität im Untergrund zog die Aufmerksamkeit des damals neuen Plattenlabels Candlelight Records auf sich. Nachdem sie dort einen Vertrag unterzeichnet hatten, stellten sie zunächst ihre Besetzung um: Samoth übernahm die Gitarre, Ihsahn den Gesang und Bard „Faust“ Eithun von der Band Thorns schloss sich der Band als Schlagzeuger an. Mortiis verließ die Band und wurde durch Terje „Tchort“ Vik Schei von Green Carnation ersetzt. Nach zwei EPs, von denen eine auch als Split-CD-/LP mit Enslaved erschien, veröffentlichten sie 1994 ihr vielgerühmtes Debütalbum In the Nightside Eclipse. Zu dem Zeitpunkt waren die meisten Bandmitglieder im Gefängnis: Samoth wurde zu einer Gefängnisstrafe wegen Brandstiftung, Faust wegen Mordes an einem Homosexuellen und Brandstiftung und Tchort wegen Körperverletzung verurteilt. Trotzdem wurde die Band als „eine der wenigen Bands aus dem ‚harten Kern‘ der norwegischen Black Metal-Szene, deren Ruf nicht hauptsächlich auf ihrer Beteiligung an den hinlänglich diskutierten Kirchenverbrennungen Anfang der Neunziger beruhte, sondern auf ihrer Musik“ wahrgenommen.
Während Samoths Haftzeit führten er und Ihsahn Emperor fort; sie besprachen bei Besuchen Ideen für neue Lieder, und Ihsahn brachte ihm Kassetten mit. Nach der Entlassung arbeiteten sie vor allem an den Arrangements und Texten und probten für die anstehenden Aufnahmen im Studio. „Im Studio selbst hat sich dann allerdings eine Menge wieder geändert, denn wir werden erst richtig kreativ, wenn die Ideen konkret werden. Bis zu einem gewissen Grad ist natürlich schon klar, wie ein Song klingen wird, wenn wir ihn schreiben - es gibt einfach Grundideen, die immer den [sic!] Haupteinfluß bei der anschließenden Arrangier-Arbeit sein werden; vor allem die Atmosphäre des Songs beliebt [sic!] immer dominierend.“ Mit Trym Torson (alias Kai Johnny Mosaker) als Schlagzeuger nahmen sie die EP Reverence und zur gleichen Zeit das Album Anthems to the Welkin at Dusk auf. Mit wesentlich komplexeren und progressiveren Elementen wurde das Album im Terrorizer-Magazin und im US-amerikanischen Metal Maniacs zum „Album des Jahres“ gewählt. Während die Band bis zu dieser Veröffentlichung nach Ihsahns Wahrnehmung gehasst wurde, kam mit diesem Album „schlagartig der Erfolg, und auf einmal standen wir im Zentrum positiver Aufmerksamkeit.“ Aus beiden Situationen habe er die gleiche Konsequenz gezogen, zwischen Ihsahn als „im Wesentlichen eine Projektionsfläche für Fans“ und sich als Mensch strikt zu trennen. Er glaube zwar, dass „gewisse Aspekte meiner Persönlichkeit und meines musikalischen Interesses in das übliche Genrebild passen, aber das, was Black Metal zu einer Ikone für Fans macht, war für mein Schaffen weitgehend irrelevant“.
1999 erschien eine Split-CD mit Thorns, auf welcher „alles Material, das ursprünglich von Emperor stammt, hier nur in ziemlich exzentrischen Versionen vorliegt“. Außerdem nahm die Band 1999 ein mehr am Death Metal orientiertes und phasenweise an Morbid Angel erinnerndes Werk mit dem Namen IX Equilibrium auf. Im Gegensatz zu den ersten beiden Alben wurde es nicht im Bergener Grieghallen-Studio, sondern im Osloer Strype Audio Studio eingespielt; die Produktion ihrer ersten beiden Alben betrachtete sie als nicht zufriedenstellend, was wohl an ihrem Stil liege: „Zu schnell, zu viele Gitarren und dazu noch Orchesterparts - das läßt sich so gut wie überhaupt nicht ausgewogen und druckvoll produzieren.“ Außerdem enthielt die Musik „weniger Keyboards, deutlich mehr Metal, mit Distanz zum typischen Black-Metal-Stil“. Ihsahn vertrat jedoch nicht die Ansicht, dass ihr Stil sich „dramatisch verändert hat. Es gibt nur eine Verlagerung hin zu mehr Gitarrenriffs - die aber strukturell ähnlich sind zu unseren früheren Arbeiten. Ich habe schon immer fast alle Songs für die Gitarre geschrieben, die Dichte der Keyboardsounds ist eine Frage des Arrangements. Wir haben uns auf diesem Album dafür entschieden, uns hauptsächlich auf die Gitarren zu konzentrieren. Samoth und ich spielen fast nie die gleiche Melodielinie, so daß sich auch ohne orchestrale Passagen die nötige Komplexität und Atmosphäre einstellt.“ Die Band durchbrach, so Robert Müller vom Metal Hammer, „scheinbar bewußt das bekannte Bild von Emperor als Black Metal-Band. ‚The Source Of Icon E‘ arbeitet mit klassischem Power-Metal-Gesang, ‚The Warriors Of Modern Death‘ erinnert stark an Viking Metal à la Bathory“; Ihsahn bestätigte, dass es kein reines Black-Metal-Album sei, sondern „eine Offenlegung aller Inspirationen, die zu Emperors Stil beitragen - sei es traditioneller Heavy Metal, Thrash oder progressiver Rock“. Während Samoth und Trym in der Death-Metal-Band Zyklon spielten, wandte sich Ihsahn den progressiveren Seiten der extremen Musik zu, was er in seinem Nebenprojekt Peccatum und seinem Soloprojekt Ihsahn auslebte. Hier zeigte sich, so Müller, dass Ihsahn „sich vor allem als Musiker definiert und kaum als Texter/Philosoph, obwohl auch dieser Aspekt einen großen Teil zu Emperors Einzigartigkeit beitrug“. Da sich „[s]chon seit längerer Zeit […] eine kreative Divergenz zwischen den beteiligten Musikern“ abgezeichnet hatte, beschloss die Band nach der Veröffentlichung ihres größtenteils von Ihsahn komponierten letzten Albums Prometheus – The Discipline of Fire & Demise im Jahre 2001, sich aufzulösen. Nach eigener Aussage hatte Ihsahn mit diesem Album „de facto begonnen“, seine Soloalben als Emperor-Veröffentlichungen herauszubringen, und auch Müller schrieb, dass deutlich werde, „dass Ihsahn die gesamte Kompositionsarbeit für dieses Werk leistete.“ Gegenüber dem Vorgängeralbum wirke die CD „mehr an den traditionellen ästhetischen Werten ausgerichtet, Ausflüge in traditionelle Metal-Regionen sucht der Hörer vergeblich. Dafür wirken die meisten Stücke progressiver als je zuvor“. Die „schlichte Großartigkeit“ der ersten beiden Alben erreiche die Band „nicht mehr, ein Geniestreich wie das majestätisch wogende ‚In The Wordless Chamber‘ legt allerdings die Latte für die nachfolgenden Bands noch einmal ein Stückchen höher.“
Da Emperors Plattenfirma Candlelight Records eine Zusammenstellung herausbringen wollte, stellten Ihsahn und Samoth Titel für Scattered Ashes – A Decade of Emperial Wrath zusammen, um „dafür [zu] sorgen, dass es anständig wird“. Der Tonträger enthält jedoch keine unbekannten Lieder. Nach eigener Aussage stellte Ihsahn überrascht fest, dass „mittlerweile […] tatsächlich jeder jemals auf Tape gebannte Song von Emperor schon irgendwo veröffentlicht worden“ war.
2005 fand die Band wieder zusammen und spielte auf der Jubiläumsfeier des norwegischen Scream-Magazins; außerdem gab sie für 2006 Auftritte beim Wacken Open Air und dem Inferno Metal Festival Norway bekannt. Des Weiteren ging die Band 2006 auf US-Tournee. Möglichen Vorwürfen, dass die ausgewählten Reunion-Gigs aus rein kommerziellen Gründen stattfinden würden, begegnete Ihsahn schon früh in Interviews, in denen er feststellte, dass der Verdienst größer gewesen wäre, wenn die Band nie aufgehört hätte. Stattdessen betonte er, dass die Band schon lange ein paar exklusive Abschiedsgigs spielen wollte, und dies eine gute Gelegenheit sei. Das Material wurde allerdings darüber hinaus weiter verwertet: „Der Wacken-Gig wurde ohnehin gefilmt, also beschlossen wir, drumherum noch mehr Material zu filmen, sowohl live als auch backstage – und sei es nur, damit ich irgendwann meinen Enkelkindern zeigen kann, wie ich vor 70.000 Leuten auf der Bühne stand.“ Die Auftritte auf dem Inferno Metal Festival und dem Wacken Open Air erschienen 2009 unter dem Titel Live Inferno. 2007 spielte die Band in Notodden und London, bevor sie erneut ihre Aktivitäten einstellte, da eine Fortführung Emperors sich „nicht richtig“ anfühle. Ein neues Studioalbum schließt Ihsahn, anders als Samoth 2006, aus:

„Wenn wir ein Album machen würden, das nach Anthems to the Welkin at Dusk klingt, würden die Leute schimpfen. Klänge es anders, würde sie auch schimpfen – weil es eben nicht nach Anthems klingt. Würden wir nur deshalb ein Album machen, weil die Fans es wollen, wäre es auch wieder ein Paradoxon. Denn wer möchte ein Album von uns, das wir nicht schreiben wollen?“

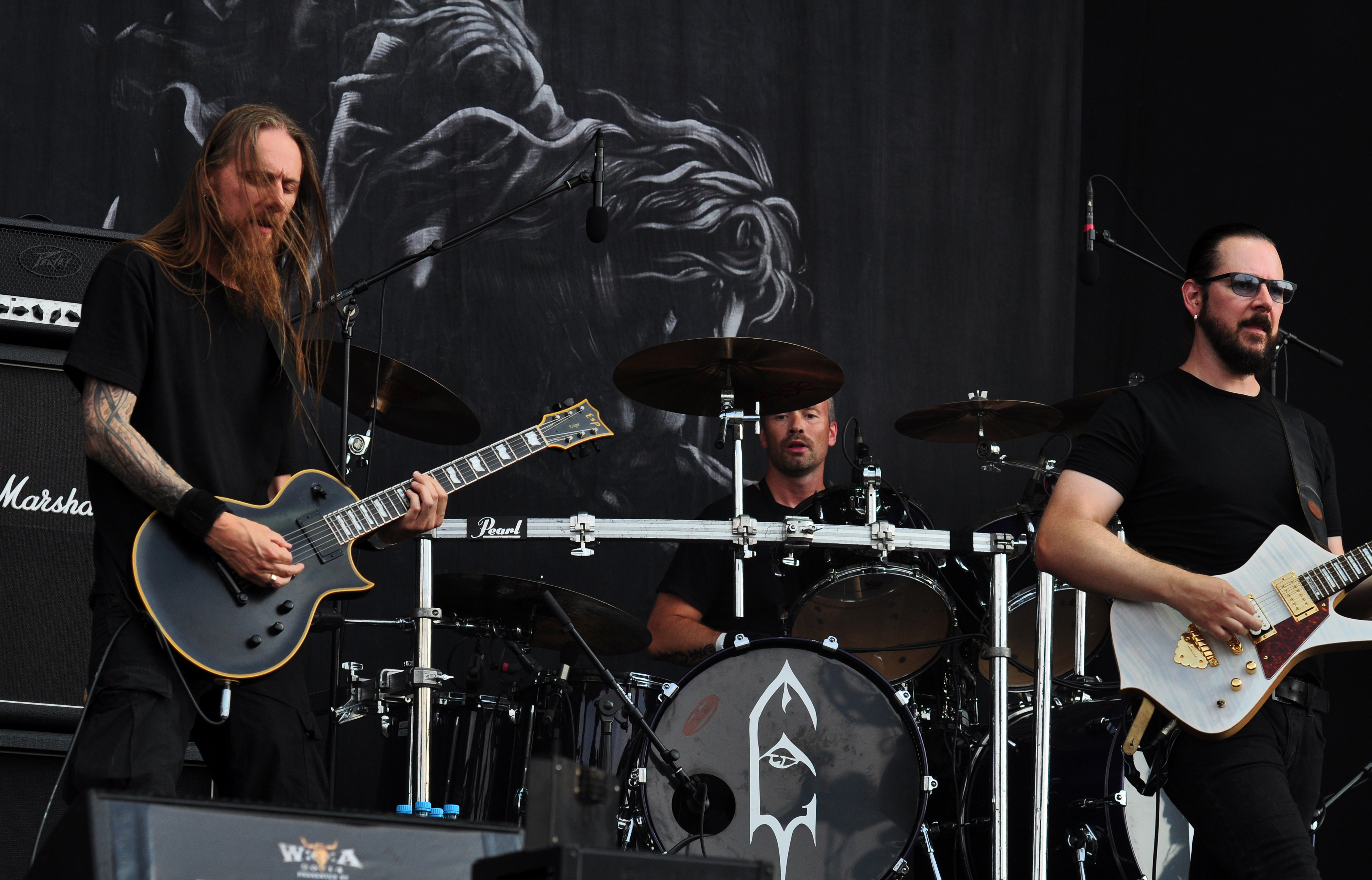
Samoth, Faust und Ihsahn (v. l. n. r.) auf dem Wacken Open Air 2014

2013 verkündete Ihsahn auf dem Wacken Open Air, dass Emperor unter anderem 2014 dort eine Jubiläumsshow spielen würde. Es werde jedoch weder Album noch Tour geben, die Band werde nur auf ausgewählten Festivals auftreten. Am Schlagzeug soll dabei Bård „Faust“ Eithun sitzen, der bereits von 1992 bis 1993 in der Band aktiv war.
2020 spielten Emperor zwei Auftritte auf der 70000-Tons-of-Metal-Tour.

## Diskografie

### Demos
- 1992: Wrath of the Tyrant

### Alben
- 1994: In the Nightside Eclipse
- 1997: Anthems to the Welkin at Dusk
- 1999: IX Equilibrium
- 2001: Prometheus – The Discipline of Fire & Demise

### EPs
- 1993: Emperor (auch als Split mit Enslaveds Hordanes land)
- 1994: As the Shadows Rise
- 1997: Reverence

### Weitere Alben
- 1999: Thorns vs. Emperor (Split-CD)
- 2000: Emperial Live Ceremony (Live-Album)
- 2000: Emperial Live Ceremony (VHS/DVD)
- 2001: Emperial Vinyl Presentation (Box-Set)
- 2003: Scattered Ashes – A Decade of Emperial Wrath (Best-of)
- 2009: Live Inferno (Doppel-Live-Album und DVD)

### Beiträge für Sampler
- 1995: Moon over Kara-Shehr auf Nordic Metal – A Tribute to Euronymous
- 1996: Massacra auf In Memory of . . . Celtic Frost
- 1998: A Fine Day to Die auf In Conspiracy with Satan – A Tribute to Bathory
- 1998: Cromlech auf Darkthrone Holy Darkthrone – Eight Norwegian Bands Paying Tribute
- 2001: Funeral Fog auf Originators of the Northern Darkness – A Tribute to Mayhem